# أمورولفين
أمورولفين (Amorolfine) (أو amorolfin)، هو مورفولين وهو دواء  عبارة عن مضاد فطري يستخدم أمورولفين Amorolfine لعلاج الالتهابات الفطرية في أظافر اليدين أو أظافر أصابع الأقدام. ويمكن لعدوى الأظافر الفطرية في كثير من الأحيان تنتشر من عدوى جلدية فطرية. تؤدي إصابة الأظافر) لتصبح سميكة ومشوه، ويمكن أن تصبح مؤلمة. على الرغم من أنه قد يكون من الضروري أخذ عدة أقراص مضادة للفطريات لعلاج عدوى الأظافر، وبعض يمكن معالجتها من خلال تطبيق ورنيش مضاد للفطريات مباشرة إلى الظفر. قد يكون هذا خيارا مناسبا إذا كانت العدوى فقط على طرف الظفر أو الأظافر.

## التأثيرات العكسية
تهيج جلدي، تتظاهر كالحمامى، الحكة، أو حس الحرق، وظهرت نارداً تفاعلات جلدية أكثر شدة بعد التطبيق الموضعي للامورولفين.

## التأثير المضاد للجراثيم
امورولفين هو مشتق للمورفولين مع فعالية مضادة للفطريات. يبدو أنه يؤثر عبر التداخل مع تصنيع الستيرولات الأساسية لعمل جدار الخلية الفطرية.
امورولفين فعال في الزجاج ضد مجموعة متنوعة واسعة من الفطريات الممرضة والانتهازية متضمنةً الفطريات الجلدية، البرعمية الملهبة للجلد Blastomyces dermatitidis ،أنواع المبيضات Candida spp ،النوسجة Histoplasma ، المغمدة capsulatum ، والشعرية المبوغة الشنكية Sporothrix schenckii .
لديه أيضاً فعالية متنوعة ضد أنواع الرشاشيات Aspergillus spp . على كل حال، على عكس فعاليته في الزجاج، فإن اموروفلين غير فعال عندما يعطى جهازياً وهذه يحد من استعماله إلى التطبيق الموضعي الإنتانات السطحية.

## الاستعمال والإعطاء
اموروفلين هو مشتق للمورفولين يطبق موضعياُ على شكل هيدروكلورايد في معالجة الظفر الفطري والإنتانات الجلدية.الامتصاص الجهازي بعد التطبيق الموضعي جدير بالإهمال.
لمعالجة إنتانات الأظافر المسببة بخمائر الفطور الجلدية، والعفن فإن ورنيش محتوِ على ما يعادل 5% اموورفلين يطلى على الظفر المتأثر مرة واحدة وأحياناً مرتين في الأسبوع حتى يعاد تشكيل الظفر. تحتاج المعالجة عادةً أن تستمر من 6 إلى 12 شهر.
لإنتانات الجلد، متضمنة إنتانات الفطور الجلدية، يطبق كريم يحتوي على ما يعادل 0.25% اموروفلين مرة واحدة يومياً لمدة على الأقل 2 إلى 3 أسابيع (تصل إلى 6 أسابيع في إنتانات القدم) ويستمر إلى 3-5 أيام بعد تحقق الشفاء السريري.